# Krševac
Krševac (en cyrillique : Кршевац) est un village de Bosnie-Herzégovine. Il est situé dans la municipalité de Kakanj, dans le canton de Zenica-Doboj et dans la fédération de Bosnie-et-Herzégovine. Selon les premiers résultats du recensement bosnien de 2013, il compte 375 habitants.

## Démographie

### Évolution historique de la population
| 1948 | 1953 | 1961 | 1971 | 1981 | 1991 | 2013 |
| ---- | ---- | ---- | ---- | ---- | ---- | ---- |
| -    | -    | 239  | 337  | 429  | 462  | 375  |

|  |

### Communauté locale
En 1991, la communauté locale de Krševac comptait 2 106 habitants, répartis de la manière suivante :